# Чемпионат Дании по шахматам 1924
Чемпионат Дании по шахматам 1924 проходил в Раннерсе с 15 по 18 мая.
В соревновании приняли участие 8 шахматистов, в том числе действующий чемпион Дании Э. Андерсен и победители неофициальных чемпионатов страны О. Киер, Й. Петерсен и Ф. Вайльбах.
Турнир закончился победой О. Киера, который набрал 100% возможных очков. Острую конкуренцию составил ему Э. Андерсен. Исход турнирной гонки решила личная встреча лидеров, завершившаяся победой Киера. Лидеры заметно опередили остальных участников. В борьбе за 3-е место Й. Петерсен опередил на пол-очка Э. Ларсена. Опытный Ф. Вайльбах набрал 50% очков и занял 5-е место. Остальные участники сыграли неудачно и не повлияли на распределение призовых мест.

## Таблица
| № | Участники          | 1 | 2 | 3 | 4 | 5 | 6 | 7 | 8 |  | Очки | Место |
| - | ------------------ | - | - | - | - | - | - | - | - |  | ---- | ----- |
| 1 | Киер, Оге          |   | 1 | 1 | 1 | 1 | 1 | 1 | 1 |  | 7    | 1     |
| 2 | Андерсен, Эрик     | 0 |   | 1 | 1 | 1 | 1 | 1 | 1 |  | 6    | 2     |
| 3 | Петерсен, Йоханнес | 0 | 0 |   | ½ | 1 | 1 | 1 | 1 |  | 4½   | 3     |
| 4 | Ларсен, Эйвинн     | 0 | 0 | ½ |   | ½ | 1 | 1 | 1 |  | 4    | 4     |
| 5 | Вайльбах, Фредерик | 0 | 0 | 0 | ½ |   | 1 | 1 | 1 |  | 3½   | 5     |
| 6 | Йенсен, Томас Х.   | 0 | 0 | 0 | 0 | 0 |   | ½ | 1 |  | 1½   | 6     |
| 7 | Бруун, Нильс       | 0 | 0 | 0 | 0 | 0 | ½ |   | ½ |  | 1    | 7     |
| 8 | Кнудсен, Айнар     | 0 | 0 | 0 | 0 | 0 | 0 | ½ |   |  | ½    | 8     |

## Примечательные партии
|   | a | b | c | d | e | f | g | h |   |
| - | --- | --- | --- | --- | --- | --- | --- | --- | - |
| 8 | c8 чёрная ладья · f8 чёрная ладья · h8 чёрный король · c7 чёрный ферзь · g7 чёрная пешка · h7 чёрная пешка · d6 чёрная пешка · a5 чёрная пешка · e5 чёрная пешка · b4 чёрная пешка · c4 белая пешка · d4 чёрная пешка · e4 белый конь · h4 чёрный слон · b3 белая пешка · d3 белая пешка · h3 чёрный слон · a2 белая пешка · d2 белый ферзь · f2 белая пешка · g2 белая пешка · b1 белый слон · d1 белая ладья · f1 белая ладья · g1 белый король | c8 чёрная ладья · f8 чёрная ладья · h8 чёрный король · c7 чёрный ферзь · g7 чёрная пешка · h7 чёрная пешка · d6 чёрная пешка · a5 чёрная пешка · e5 чёрная пешка · b4 чёрная пешка · c4 белая пешка · d4 чёрная пешка · e4 белый конь · h4 чёрный слон · b3 белая пешка · d3 белая пешка · h3 чёрный слон · a2 белая пешка · d2 белый ферзь · f2 белая пешка · g2 белая пешка · b1 белый слон · d1 белая ладья · f1 белая ладья · g1 белый король | c8 чёрная ладья · f8 чёрная ладья · h8 чёрный король · c7 чёрный ферзь · g7 чёрная пешка · h7 чёрная пешка · d6 чёрная пешка · a5 чёрная пешка · e5 чёрная пешка · b4 чёрная пешка · c4 белая пешка · d4 чёрная пешка · e4 белый конь · h4 чёрный слон · b3 белая пешка · d3 белая пешка · h3 чёрный слон · a2 белая пешка · d2 белый ферзь · f2 белая пешка · g2 белая пешка · b1 белый слон · d1 белая ладья · f1 белая ладья · g1 белый король | c8 чёрная ладья · f8 чёрная ладья · h8 чёрный король · c7 чёрный ферзь · g7 чёрная пешка · h7 чёрная пешка · d6 чёрная пешка · a5 чёрная пешка · e5 чёрная пешка · b4 чёрная пешка · c4 белая пешка · d4 чёрная пешка · e4 белый конь · h4 чёрный слон · b3 белая пешка · d3 белая пешка · h3 чёрный слон · a2 белая пешка · d2 белый ферзь · f2 белая пешка · g2 белая пешка · b1 белый слон · d1 белая ладья · f1 белая ладья · g1 белый король | c8 чёрная ладья · f8 чёрная ладья · h8 чёрный король · c7 чёрный ферзь · g7 чёрная пешка · h7 чёрная пешка · d6 чёрная пешка · a5 чёрная пешка · e5 чёрная пешка · b4 чёрная пешка · c4 белая пешка · d4 чёрная пешка · e4 белый конь · h4 чёрный слон · b3 белая пешка · d3 белая пешка · h3 чёрный слон · a2 белая пешка · d2 белый ферзь · f2 белая пешка · g2 белая пешка · b1 белый слон · d1 белая ладья · f1 белая ладья · g1 белый король | c8 чёрная ладья · f8 чёрная ладья · h8 чёрный король · c7 чёрный ферзь · g7 чёрная пешка · h7 чёрная пешка · d6 чёрная пешка · a5 чёрная пешка · e5 чёрная пешка · b4 чёрная пешка · c4 белая пешка · d4 чёрная пешка · e4 белый конь · h4 чёрный слон · b3 белая пешка · d3 белая пешка · h3 чёрный слон · a2 белая пешка · d2 белый ферзь · f2 белая пешка · g2 белая пешка · b1 белый слон · d1 белая ладья · f1 белая ладья · g1 белый король | c8 чёрная ладья · f8 чёрная ладья · h8 чёрный король · c7 чёрный ферзь · g7 чёрная пешка · h7 чёрная пешка · d6 чёрная пешка · a5 чёрная пешка · e5 чёрная пешка · b4 чёрная пешка · c4 белая пешка · d4 чёрная пешка · e4 белый конь · h4 чёрный слон · b3 белая пешка · d3 белая пешка · h3 чёрный слон · a2 белая пешка · d2 белый ферзь · f2 белая пешка · g2 белая пешка · b1 белый слон · d1 белая ладья · f1 белая ладья · g1 белый король | c8 чёрная ладья · f8 чёрная ладья · h8 чёрный король · c7 чёрный ферзь · g7 чёрная пешка · h7 чёрная пешка · d6 чёрная пешка · a5 чёрная пешка · e5 чёрная пешка · b4 чёрная пешка · c4 белая пешка · d4 чёрная пешка · e4 белый конь · h4 чёрный слон · b3 белая пешка · d3 белая пешка · h3 чёрный слон · a2 белая пешка · d2 белый ферзь · f2 белая пешка · g2 белая пешка · b1 белый слон · d1 белая ладья · f1 белая ладья · g1 белый король | 8 |
| 7 | c8 чёрная ладья · f8 чёрная ладья · h8 чёрный король · c7 чёрный ферзь · g7 чёрная пешка · h7 чёрная пешка · d6 чёрная пешка · a5 чёрная пешка · e5 чёрная пешка · b4 чёрная пешка · c4 белая пешка · d4 чёрная пешка · e4 белый конь · h4 чёрный слон · b3 белая пешка · d3 белая пешка · h3 чёрный слон · a2 белая пешка · d2 белый ферзь · f2 белая пешка · g2 белая пешка · b1 белый слон · d1 белая ладья · f1 белая ладья · g1 белый король | c8 чёрная ладья · f8 чёрная ладья · h8 чёрный король · c7 чёрный ферзь · g7 чёрная пешка · h7 чёрная пешка · d6 чёрная пешка · a5 чёрная пешка · e5 чёрная пешка · b4 чёрная пешка · c4 белая пешка · d4 чёрная пешка · e4 белый конь · h4 чёрный слон · b3 белая пешка · d3 белая пешка · h3 чёрный слон · a2 белая пешка · d2 белый ферзь · f2 белая пешка · g2 белая пешка · b1 белый слон · d1 белая ладья · f1 белая ладья · g1 белый король | c8 чёрная ладья · f8 чёрная ладья · h8 чёрный король · c7 чёрный ферзь · g7 чёрная пешка · h7 чёрная пешка · d6 чёрная пешка · a5 чёрная пешка · e5 чёрная пешка · b4 чёрная пешка · c4 белая пешка · d4 чёрная пешка · e4 белый конь · h4 чёрный слон · b3 белая пешка · d3 белая пешка · h3 чёрный слон · a2 белая пешка · d2 белый ферзь · f2 белая пешка · g2 белая пешка · b1 белый слон · d1 белая ладья · f1 белая ладья · g1 белый король | c8 чёрная ладья · f8 чёрная ладья · h8 чёрный король · c7 чёрный ферзь · g7 чёрная пешка · h7 чёрная пешка · d6 чёрная пешка · a5 чёрная пешка · e5 чёрная пешка · b4 чёрная пешка · c4 белая пешка · d4 чёрная пешка · e4 белый конь · h4 чёрный слон · b3 белая пешка · d3 белая пешка · h3 чёрный слон · a2 белая пешка · d2 белый ферзь · f2 белая пешка · g2 белая пешка · b1 белый слон · d1 белая ладья · f1 белая ладья · g1 белый король | c8 чёрная ладья · f8 чёрная ладья · h8 чёрный король · c7 чёрный ферзь · g7 чёрная пешка · h7 чёрная пешка · d6 чёрная пешка · a5 чёрная пешка · e5 чёрная пешка · b4 чёрная пешка · c4 белая пешка · d4 чёрная пешка · e4 белый конь · h4 чёрный слон · b3 белая пешка · d3 белая пешка · h3 чёрный слон · a2 белая пешка · d2 белый ферзь · f2 белая пешка · g2 белая пешка · b1 белый слон · d1 белая ладья · f1 белая ладья · g1 белый король | c8 чёрная ладья · f8 чёрная ладья · h8 чёрный король · c7 чёрный ферзь · g7 чёрная пешка · h7 чёрная пешка · d6 чёрная пешка · a5 чёрная пешка · e5 чёрная пешка · b4 чёрная пешка · c4 белая пешка · d4 чёрная пешка · e4 белый конь · h4 чёрный слон · b3 белая пешка · d3 белая пешка · h3 чёрный слон · a2 белая пешка · d2 белый ферзь · f2 белая пешка · g2 белая пешка · b1 белый слон · d1 белая ладья · f1 белая ладья · g1 белый король | c8 чёрная ладья · f8 чёрная ладья · h8 чёрный король · c7 чёрный ферзь · g7 чёрная пешка · h7 чёрная пешка · d6 чёрная пешка · a5 чёрная пешка · e5 чёрная пешка · b4 чёрная пешка · c4 белая пешка · d4 чёрная пешка · e4 белый конь · h4 чёрный слон · b3 белая пешка · d3 белая пешка · h3 чёрный слон · a2 белая пешка · d2 белый ферзь · f2 белая пешка · g2 белая пешка · b1 белый слон · d1 белая ладья · f1 белая ладья · g1 белый король | c8 чёрная ладья · f8 чёрная ладья · h8 чёрный король · c7 чёрный ферзь · g7 чёрная пешка · h7 чёрная пешка · d6 чёрная пешка · a5 чёрная пешка · e5 чёрная пешка · b4 чёрная пешка · c4 белая пешка · d4 чёрная пешка · e4 белый конь · h4 чёрный слон · b3 белая пешка · d3 белая пешка · h3 чёрный слон · a2 белая пешка · d2 белый ферзь · f2 белая пешка · g2 белая пешка · b1 белый слон · d1 белая ладья · f1 белая ладья · g1 белый король | 7 |
| 6 | c8 чёрная ладья · f8 чёрная ладья · h8 чёрный король · c7 чёрный ферзь · g7 чёрная пешка · h7 чёрная пешка · d6 чёрная пешка · a5 чёрная пешка · e5 чёрная пешка · b4 чёрная пешка · c4 белая пешка · d4 чёрная пешка · e4 белый конь · h4 чёрный слон · b3 белая пешка · d3 белая пешка · h3 чёрный слон · a2 белая пешка · d2 белый ферзь · f2 белая пешка · g2 белая пешка · b1 белый слон · d1 белая ладья · f1 белая ладья · g1 белый король | c8 чёрная ладья · f8 чёрная ладья · h8 чёрный король · c7 чёрный ферзь · g7 чёрная пешка · h7 чёрная пешка · d6 чёрная пешка · a5 чёрная пешка · e5 чёрная пешка · b4 чёрная пешка · c4 белая пешка · d4 чёрная пешка · e4 белый конь · h4 чёрный слон · b3 белая пешка · d3 белая пешка · h3 чёрный слон · a2 белая пешка · d2 белый ферзь · f2 белая пешка · g2 белая пешка · b1 белый слон · d1 белая ладья · f1 белая ладья · g1 белый король | c8 чёрная ладья · f8 чёрная ладья · h8 чёрный король · c7 чёрный ферзь · g7 чёрная пешка · h7 чёрная пешка · d6 чёрная пешка · a5 чёрная пешка · e5 чёрная пешка · b4 чёрная пешка · c4 белая пешка · d4 чёрная пешка · e4 белый конь · h4 чёрный слон · b3 белая пешка · d3 белая пешка · h3 чёрный слон · a2 белая пешка · d2 белый ферзь · f2 белая пешка · g2 белая пешка · b1 белый слон · d1 белая ладья · f1 белая ладья · g1 белый король | c8 чёрная ладья · f8 чёрная ладья · h8 чёрный король · c7 чёрный ферзь · g7 чёрная пешка · h7 чёрная пешка · d6 чёрная пешка · a5 чёрная пешка · e5 чёрная пешка · b4 чёрная пешка · c4 белая пешка · d4 чёрная пешка · e4 белый конь · h4 чёрный слон · b3 белая пешка · d3 белая пешка · h3 чёрный слон · a2 белая пешка · d2 белый ферзь · f2 белая пешка · g2 белая пешка · b1 белый слон · d1 белая ладья · f1 белая ладья · g1 белый король | c8 чёрная ладья · f8 чёрная ладья · h8 чёрный король · c7 чёрный ферзь · g7 чёрная пешка · h7 чёрная пешка · d6 чёрная пешка · a5 чёрная пешка · e5 чёрная пешка · b4 чёрная пешка · c4 белая пешка · d4 чёрная пешка · e4 белый конь · h4 чёрный слон · b3 белая пешка · d3 белая пешка · h3 чёрный слон · a2 белая пешка · d2 белый ферзь · f2 белая пешка · g2 белая пешка · b1 белый слон · d1 белая ладья · f1 белая ладья · g1 белый король | c8 чёрная ладья · f8 чёрная ладья · h8 чёрный король · c7 чёрный ферзь · g7 чёрная пешка · h7 чёрная пешка · d6 чёрная пешка · a5 чёрная пешка · e5 чёрная пешка · b4 чёрная пешка · c4 белая пешка · d4 чёрная пешка · e4 белый конь · h4 чёрный слон · b3 белая пешка · d3 белая пешка · h3 чёрный слон · a2 белая пешка · d2 белый ферзь · f2 белая пешка · g2 белая пешка · b1 белый слон · d1 белая ладья · f1 белая ладья · g1 белый король | c8 чёрная ладья · f8 чёрная ладья · h8 чёрный король · c7 чёрный ферзь · g7 чёрная пешка · h7 чёрная пешка · d6 чёрная пешка · a5 чёрная пешка · e5 чёрная пешка · b4 чёрная пешка · c4 белая пешка · d4 чёрная пешка · e4 белый конь · h4 чёрный слон · b3 белая пешка · d3 белая пешка · h3 чёрный слон · a2 белая пешка · d2 белый ферзь · f2 белая пешка · g2 белая пешка · b1 белый слон · d1 белая ладья · f1 белая ладья · g1 белый король | c8 чёрная ладья · f8 чёрная ладья · h8 чёрный король · c7 чёрный ферзь · g7 чёрная пешка · h7 чёрная пешка · d6 чёрная пешка · a5 чёрная пешка · e5 чёрная пешка · b4 чёрная пешка · c4 белая пешка · d4 чёрная пешка · e4 белый конь · h4 чёрный слон · b3 белая пешка · d3 белая пешка · h3 чёрный слон · a2 белая пешка · d2 белый ферзь · f2 белая пешка · g2 белая пешка · b1 белый слон · d1 белая ладья · f1 белая ладья · g1 белый король | 6 |
| 5 | c8 чёрная ладья · f8 чёрная ладья · h8 чёрный король · c7 чёрный ферзь · g7 чёрная пешка · h7 чёрная пешка · d6 чёрная пешка · a5 чёрная пешка · e5 чёрная пешка · b4 чёрная пешка · c4 белая пешка · d4 чёрная пешка · e4 белый конь · h4 чёрный слон · b3 белая пешка · d3 белая пешка · h3 чёрный слон · a2 белая пешка · d2 белый ферзь · f2 белая пешка · g2 белая пешка · b1 белый слон · d1 белая ладья · f1 белая ладья · g1 белый король | c8 чёрная ладья · f8 чёрная ладья · h8 чёрный король · c7 чёрный ферзь · g7 чёрная пешка · h7 чёрная пешка · d6 чёрная пешка · a5 чёрная пешка · e5 чёрная пешка · b4 чёрная пешка · c4 белая пешка · d4 чёрная пешка · e4 белый конь · h4 чёрный слон · b3 белая пешка · d3 белая пешка · h3 чёрный слон · a2 белая пешка · d2 белый ферзь · f2 белая пешка · g2 белая пешка · b1 белый слон · d1 белая ладья · f1 белая ладья · g1 белый король | c8 чёрная ладья · f8 чёрная ладья · h8 чёрный король · c7 чёрный ферзь · g7 чёрная пешка · h7 чёрная пешка · d6 чёрная пешка · a5 чёрная пешка · e5 чёрная пешка · b4 чёрная пешка · c4 белая пешка · d4 чёрная пешка · e4 белый конь · h4 чёрный слон · b3 белая пешка · d3 белая пешка · h3 чёрный слон · a2 белая пешка · d2 белый ферзь · f2 белая пешка · g2 белая пешка · b1 белый слон · d1 белая ладья · f1 белая ладья · g1 белый король | c8 чёрная ладья · f8 чёрная ладья · h8 чёрный король · c7 чёрный ферзь · g7 чёрная пешка · h7 чёрная пешка · d6 чёрная пешка · a5 чёрная пешка · e5 чёрная пешка · b4 чёрная пешка · c4 белая пешка · d4 чёрная пешка · e4 белый конь · h4 чёрный слон · b3 белая пешка · d3 белая пешка · h3 чёрный слон · a2 белая пешка · d2 белый ферзь · f2 белая пешка · g2 белая пешка · b1 белый слон · d1 белая ладья · f1 белая ладья · g1 белый король | c8 чёрная ладья · f8 чёрная ладья · h8 чёрный король · c7 чёрный ферзь · g7 чёрная пешка · h7 чёрная пешка · d6 чёрная пешка · a5 чёрная пешка · e5 чёрная пешка · b4 чёрная пешка · c4 белая пешка · d4 чёрная пешка · e4 белый конь · h4 чёрный слон · b3 белая пешка · d3 белая пешка · h3 чёрный слон · a2 белая пешка · d2 белый ферзь · f2 белая пешка · g2 белая пешка · b1 белый слон · d1 белая ладья · f1 белая ладья · g1 белый король | c8 чёрная ладья · f8 чёрная ладья · h8 чёрный король · c7 чёрный ферзь · g7 чёрная пешка · h7 чёрная пешка · d6 чёрная пешка · a5 чёрная пешка · e5 чёрная пешка · b4 чёрная пешка · c4 белая пешка · d4 чёрная пешка · e4 белый конь · h4 чёрный слон · b3 белая пешка · d3 белая пешка · h3 чёрный слон · a2 белая пешка · d2 белый ферзь · f2 белая пешка · g2 белая пешка · b1 белый слон · d1 белая ладья · f1 белая ладья · g1 белый король | c8 чёрная ладья · f8 чёрная ладья · h8 чёрный король · c7 чёрный ферзь · g7 чёрная пешка · h7 чёрная пешка · d6 чёрная пешка · a5 чёрная пешка · e5 чёрная пешка · b4 чёрная пешка · c4 белая пешка · d4 чёрная пешка · e4 белый конь · h4 чёрный слон · b3 белая пешка · d3 белая пешка · h3 чёрный слон · a2 белая пешка · d2 белый ферзь · f2 белая пешка · g2 белая пешка · b1 белый слон · d1 белая ладья · f1 белая ладья · g1 белый король | c8 чёрная ладья · f8 чёрная ладья · h8 чёрный король · c7 чёрный ферзь · g7 чёрная пешка · h7 чёрная пешка · d6 чёрная пешка · a5 чёрная пешка · e5 чёрная пешка · b4 чёрная пешка · c4 белая пешка · d4 чёрная пешка · e4 белый конь · h4 чёрный слон · b3 белая пешка · d3 белая пешка · h3 чёрный слон · a2 белая пешка · d2 белый ферзь · f2 белая пешка · g2 белая пешка · b1 белый слон · d1 белая ладья · f1 белая ладья · g1 белый король | 5 |
| 4 | c8 чёрная ладья · f8 чёрная ладья · h8 чёрный король · c7 чёрный ферзь · g7 чёрная пешка · h7 чёрная пешка · d6 чёрная пешка · a5 чёрная пешка · e5 чёрная пешка · b4 чёрная пешка · c4 белая пешка · d4 чёрная пешка · e4 белый конь · h4 чёрный слон · b3 белая пешка · d3 белая пешка · h3 чёрный слон · a2 белая пешка · d2 белый ферзь · f2 белая пешка · g2 белая пешка · b1 белый слон · d1 белая ладья · f1 белая ладья · g1 белый король | c8 чёрная ладья · f8 чёрная ладья · h8 чёрный король · c7 чёрный ферзь · g7 чёрная пешка · h7 чёрная пешка · d6 чёрная пешка · a5 чёрная пешка · e5 чёрная пешка · b4 чёрная пешка · c4 белая пешка · d4 чёрная пешка · e4 белый конь · h4 чёрный слон · b3 белая пешка · d3 белая пешка · h3 чёрный слон · a2 белая пешка · d2 белый ферзь · f2 белая пешка · g2 белая пешка · b1 белый слон · d1 белая ладья · f1 белая ладья · g1 белый король | c8 чёрная ладья · f8 чёрная ладья · h8 чёрный король · c7 чёрный ферзь · g7 чёрная пешка · h7 чёрная пешка · d6 чёрная пешка · a5 чёрная пешка · e5 чёрная пешка · b4 чёрная пешка · c4 белая пешка · d4 чёрная пешка · e4 белый конь · h4 чёрный слон · b3 белая пешка · d3 белая пешка · h3 чёрный слон · a2 белая пешка · d2 белый ферзь · f2 белая пешка · g2 белая пешка · b1 белый слон · d1 белая ладья · f1 белая ладья · g1 белый король | c8 чёрная ладья · f8 чёрная ладья · h8 чёрный король · c7 чёрный ферзь · g7 чёрная пешка · h7 чёрная пешка · d6 чёрная пешка · a5 чёрная пешка · e5 чёрная пешка · b4 чёрная пешка · c4 белая пешка · d4 чёрная пешка · e4 белый конь · h4 чёрный слон · b3 белая пешка · d3 белая пешка · h3 чёрный слон · a2 белая пешка · d2 белый ферзь · f2 белая пешка · g2 белая пешка · b1 белый слон · d1 белая ладья · f1 белая ладья · g1 белый король | c8 чёрная ладья · f8 чёрная ладья · h8 чёрный король · c7 чёрный ферзь · g7 чёрная пешка · h7 чёрная пешка · d6 чёрная пешка · a5 чёрная пешка · e5 чёрная пешка · b4 чёрная пешка · c4 белая пешка · d4 чёрная пешка · e4 белый конь · h4 чёрный слон · b3 белая пешка · d3 белая пешка · h3 чёрный слон · a2 белая пешка · d2 белый ферзь · f2 белая пешка · g2 белая пешка · b1 белый слон · d1 белая ладья · f1 белая ладья · g1 белый король | c8 чёрная ладья · f8 чёрная ладья · h8 чёрный король · c7 чёрный ферзь · g7 чёрная пешка · h7 чёрная пешка · d6 чёрная пешка · a5 чёрная пешка · e5 чёрная пешка · b4 чёрная пешка · c4 белая пешка · d4 чёрная пешка · e4 белый конь · h4 чёрный слон · b3 белая пешка · d3 белая пешка · h3 чёрный слон · a2 белая пешка · d2 белый ферзь · f2 белая пешка · g2 белая пешка · b1 белый слон · d1 белая ладья · f1 белая ладья · g1 белый король | c8 чёрная ладья · f8 чёрная ладья · h8 чёрный король · c7 чёрный ферзь · g7 чёрная пешка · h7 чёрная пешка · d6 чёрная пешка · a5 чёрная пешка · e5 чёрная пешка · b4 чёрная пешка · c4 белая пешка · d4 чёрная пешка · e4 белый конь · h4 чёрный слон · b3 белая пешка · d3 белая пешка · h3 чёрный слон · a2 белая пешка · d2 белый ферзь · f2 белая пешка · g2 белая пешка · b1 белый слон · d1 белая ладья · f1 белая ладья · g1 белый король | c8 чёрная ладья · f8 чёрная ладья · h8 чёрный король · c7 чёрный ферзь · g7 чёрная пешка · h7 чёрная пешка · d6 чёрная пешка · a5 чёрная пешка · e5 чёрная пешка · b4 чёрная пешка · c4 белая пешка · d4 чёрная пешка · e4 белый конь · h4 чёрный слон · b3 белая пешка · d3 белая пешка · h3 чёрный слон · a2 белая пешка · d2 белый ферзь · f2 белая пешка · g2 белая пешка · b1 белый слон · d1 белая ладья · f1 белая ладья · g1 белый король | 4 |
| 3 | c8 чёрная ладья · f8 чёрная ладья · h8 чёрный король · c7 чёрный ферзь · g7 чёрная пешка · h7 чёрная пешка · d6 чёрная пешка · a5 чёрная пешка · e5 чёрная пешка · b4 чёрная пешка · c4 белая пешка · d4 чёрная пешка · e4 белый конь · h4 чёрный слон · b3 белая пешка · d3 белая пешка · h3 чёрный слон · a2 белая пешка · d2 белый ферзь · f2 белая пешка · g2 белая пешка · b1 белый слон · d1 белая ладья · f1 белая ладья · g1 белый король | c8 чёрная ладья · f8 чёрная ладья · h8 чёрный король · c7 чёрный ферзь · g7 чёрная пешка · h7 чёрная пешка · d6 чёрная пешка · a5 чёрная пешка · e5 чёрная пешка · b4 чёрная пешка · c4 белая пешка · d4 чёрная пешка · e4 белый конь · h4 чёрный слон · b3 белая пешка · d3 белая пешка · h3 чёрный слон · a2 белая пешка · d2 белый ферзь · f2 белая пешка · g2 белая пешка · b1 белый слон · d1 белая ладья · f1 белая ладья · g1 белый король | c8 чёрная ладья · f8 чёрная ладья · h8 чёрный король · c7 чёрный ферзь · g7 чёрная пешка · h7 чёрная пешка · d6 чёрная пешка · a5 чёрная пешка · e5 чёрная пешка · b4 чёрная пешка · c4 белая пешка · d4 чёрная пешка · e4 белый конь · h4 чёрный слон · b3 белая пешка · d3 белая пешка · h3 чёрный слон · a2 белая пешка · d2 белый ферзь · f2 белая пешка · g2 белая пешка · b1 белый слон · d1 белая ладья · f1 белая ладья · g1 белый король | c8 чёрная ладья · f8 чёрная ладья · h8 чёрный король · c7 чёрный ферзь · g7 чёрная пешка · h7 чёрная пешка · d6 чёрная пешка · a5 чёрная пешка · e5 чёрная пешка · b4 чёрная пешка · c4 белая пешка · d4 чёрная пешка · e4 белый конь · h4 чёрный слон · b3 белая пешка · d3 белая пешка · h3 чёрный слон · a2 белая пешка · d2 белый ферзь · f2 белая пешка · g2 белая пешка · b1 белый слон · d1 белая ладья · f1 белая ладья · g1 белый король | c8 чёрная ладья · f8 чёрная ладья · h8 чёрный король · c7 чёрный ферзь · g7 чёрная пешка · h7 чёрная пешка · d6 чёрная пешка · a5 чёрная пешка · e5 чёрная пешка · b4 чёрная пешка · c4 белая пешка · d4 чёрная пешка · e4 белый конь · h4 чёрный слон · b3 белая пешка · d3 белая пешка · h3 чёрный слон · a2 белая пешка · d2 белый ферзь · f2 белая пешка · g2 белая пешка · b1 белый слон · d1 белая ладья · f1 белая ладья · g1 белый король | c8 чёрная ладья · f8 чёрная ладья · h8 чёрный король · c7 чёрный ферзь · g7 чёрная пешка · h7 чёрная пешка · d6 чёрная пешка · a5 чёрная пешка · e5 чёрная пешка · b4 чёрная пешка · c4 белая пешка · d4 чёрная пешка · e4 белый конь · h4 чёрный слон · b3 белая пешка · d3 белая пешка · h3 чёрный слон · a2 белая пешка · d2 белый ферзь · f2 белая пешка · g2 белая пешка · b1 белый слон · d1 белая ладья · f1 белая ладья · g1 белый король | c8 чёрная ладья · f8 чёрная ладья · h8 чёрный король · c7 чёрный ферзь · g7 чёрная пешка · h7 чёрная пешка · d6 чёрная пешка · a5 чёрная пешка · e5 чёрная пешка · b4 чёрная пешка · c4 белая пешка · d4 чёрная пешка · e4 белый конь · h4 чёрный слон · b3 белая пешка · d3 белая пешка · h3 чёрный слон · a2 белая пешка · d2 белый ферзь · f2 белая пешка · g2 белая пешка · b1 белый слон · d1 белая ладья · f1 белая ладья · g1 белый король | c8 чёрная ладья · f8 чёрная ладья · h8 чёрный король · c7 чёрный ферзь · g7 чёрная пешка · h7 чёрная пешка · d6 чёрная пешка · a5 чёрная пешка · e5 чёрная пешка · b4 чёрная пешка · c4 белая пешка · d4 чёрная пешка · e4 белый конь · h4 чёрный слон · b3 белая пешка · d3 белая пешка · h3 чёрный слон · a2 белая пешка · d2 белый ферзь · f2 белая пешка · g2 белая пешка · b1 белый слон · d1 белая ладья · f1 белая ладья · g1 белый король | 3 |
| 2 | c8 чёрная ладья · f8 чёрная ладья · h8 чёрный король · c7 чёрный ферзь · g7 чёрная пешка · h7 чёрная пешка · d6 чёрная пешка · a5 чёрная пешка · e5 чёрная пешка · b4 чёрная пешка · c4 белая пешка · d4 чёрная пешка · e4 белый конь · h4 чёрный слон · b3 белая пешка · d3 белая пешка · h3 чёрный слон · a2 белая пешка · d2 белый ферзь · f2 белая пешка · g2 белая пешка · b1 белый слон · d1 белая ладья · f1 белая ладья · g1 белый король | c8 чёрная ладья · f8 чёрная ладья · h8 чёрный король · c7 чёрный ферзь · g7 чёрная пешка · h7 чёрная пешка · d6 чёрная пешка · a5 чёрная пешка · e5 чёрная пешка · b4 чёрная пешка · c4 белая пешка · d4 чёрная пешка · e4 белый конь · h4 чёрный слон · b3 белая пешка · d3 белая пешка · h3 чёрный слон · a2 белая пешка · d2 белый ферзь · f2 белая пешка · g2 белая пешка · b1 белый слон · d1 белая ладья · f1 белая ладья · g1 белый король | c8 чёрная ладья · f8 чёрная ладья · h8 чёрный король · c7 чёрный ферзь · g7 чёрная пешка · h7 чёрная пешка · d6 чёрная пешка · a5 чёрная пешка · e5 чёрная пешка · b4 чёрная пешка · c4 белая пешка · d4 чёрная пешка · e4 белый конь · h4 чёрный слон · b3 белая пешка · d3 белая пешка · h3 чёрный слон · a2 белая пешка · d2 белый ферзь · f2 белая пешка · g2 белая пешка · b1 белый слон · d1 белая ладья · f1 белая ладья · g1 белый король | c8 чёрная ладья · f8 чёрная ладья · h8 чёрный король · c7 чёрный ферзь · g7 чёрная пешка · h7 чёрная пешка · d6 чёрная пешка · a5 чёрная пешка · e5 чёрная пешка · b4 чёрная пешка · c4 белая пешка · d4 чёрная пешка · e4 белый конь · h4 чёрный слон · b3 белая пешка · d3 белая пешка · h3 чёрный слон · a2 белая пешка · d2 белый ферзь · f2 белая пешка · g2 белая пешка · b1 белый слон · d1 белая ладья · f1 белая ладья · g1 белый король | c8 чёрная ладья · f8 чёрная ладья · h8 чёрный король · c7 чёрный ферзь · g7 чёрная пешка · h7 чёрная пешка · d6 чёрная пешка · a5 чёрная пешка · e5 чёрная пешка · b4 чёрная пешка · c4 белая пешка · d4 чёрная пешка · e4 белый конь · h4 чёрный слон · b3 белая пешка · d3 белая пешка · h3 чёрный слон · a2 белая пешка · d2 белый ферзь · f2 белая пешка · g2 белая пешка · b1 белый слон · d1 белая ладья · f1 белая ладья · g1 белый король | c8 чёрная ладья · f8 чёрная ладья · h8 чёрный король · c7 чёрный ферзь · g7 чёрная пешка · h7 чёрная пешка · d6 чёрная пешка · a5 чёрная пешка · e5 чёрная пешка · b4 чёрная пешка · c4 белая пешка · d4 чёрная пешка · e4 белый конь · h4 чёрный слон · b3 белая пешка · d3 белая пешка · h3 чёрный слон · a2 белая пешка · d2 белый ферзь · f2 белая пешка · g2 белая пешка · b1 белый слон · d1 белая ладья · f1 белая ладья · g1 белый король | c8 чёрная ладья · f8 чёрная ладья · h8 чёрный король · c7 чёрный ферзь · g7 чёрная пешка · h7 чёрная пешка · d6 чёрная пешка · a5 чёрная пешка · e5 чёрная пешка · b4 чёрная пешка · c4 белая пешка · d4 чёрная пешка · e4 белый конь · h4 чёрный слон · b3 белая пешка · d3 белая пешка · h3 чёрный слон · a2 белая пешка · d2 белый ферзь · f2 белая пешка · g2 белая пешка · b1 белый слон · d1 белая ладья · f1 белая ладья · g1 белый король | c8 чёрная ладья · f8 чёрная ладья · h8 чёрный король · c7 чёрный ферзь · g7 чёрная пешка · h7 чёрная пешка · d6 чёрная пешка · a5 чёрная пешка · e5 чёрная пешка · b4 чёрная пешка · c4 белая пешка · d4 чёрная пешка · e4 белый конь · h4 чёрный слон · b3 белая пешка · d3 белая пешка · h3 чёрный слон · a2 белая пешка · d2 белый ферзь · f2 белая пешка · g2 белая пешка · b1 белый слон · d1 белая ладья · f1 белая ладья · g1 белый король | 2 |
| 1 | c8 чёрная ладья · f8 чёрная ладья · h8 чёрный король · c7 чёрный ферзь · g7 чёрная пешка · h7 чёрная пешка · d6 чёрная пешка · a5 чёрная пешка · e5 чёрная пешка · b4 чёрная пешка · c4 белая пешка · d4 чёрная пешка · e4 белый конь · h4 чёрный слон · b3 белая пешка · d3 белая пешка · h3 чёрный слон · a2 белая пешка · d2 белый ферзь · f2 белая пешка · g2 белая пешка · b1 белый слон · d1 белая ладья · f1 белая ладья · g1 белый король | c8 чёрная ладья · f8 чёрная ладья · h8 чёрный король · c7 чёрный ферзь · g7 чёрная пешка · h7 чёрная пешка · d6 чёрная пешка · a5 чёрная пешка · e5 чёрная пешка · b4 чёрная пешка · c4 белая пешка · d4 чёрная пешка · e4 белый конь · h4 чёрный слон · b3 белая пешка · d3 белая пешка · h3 чёрный слон · a2 белая пешка · d2 белый ферзь · f2 белая пешка · g2 белая пешка · b1 белый слон · d1 белая ладья · f1 белая ладья · g1 белый король | c8 чёрная ладья · f8 чёрная ладья · h8 чёрный король · c7 чёрный ферзь · g7 чёрная пешка · h7 чёрная пешка · d6 чёрная пешка · a5 чёрная пешка · e5 чёрная пешка · b4 чёрная пешка · c4 белая пешка · d4 чёрная пешка · e4 белый конь · h4 чёрный слон · b3 белая пешка · d3 белая пешка · h3 чёрный слон · a2 белая пешка · d2 белый ферзь · f2 белая пешка · g2 белая пешка · b1 белый слон · d1 белая ладья · f1 белая ладья · g1 белый король | c8 чёрная ладья · f8 чёрная ладья · h8 чёрный король · c7 чёрный ферзь · g7 чёрная пешка · h7 чёрная пешка · d6 чёрная пешка · a5 чёрная пешка · e5 чёрная пешка · b4 чёрная пешка · c4 белая пешка · d4 чёрная пешка · e4 белый конь · h4 чёрный слон · b3 белая пешка · d3 белая пешка · h3 чёрный слон · a2 белая пешка · d2 белый ферзь · f2 белая пешка · g2 белая пешка · b1 белый слон · d1 белая ладья · f1 белая ладья · g1 белый король | c8 чёрная ладья · f8 чёрная ладья · h8 чёрный король · c7 чёрный ферзь · g7 чёрная пешка · h7 чёрная пешка · d6 чёрная пешка · a5 чёрная пешка · e5 чёрная пешка · b4 чёрная пешка · c4 белая пешка · d4 чёрная пешка · e4 белый конь · h4 чёрный слон · b3 белая пешка · d3 белая пешка · h3 чёрный слон · a2 белая пешка · d2 белый ферзь · f2 белая пешка · g2 белая пешка · b1 белый слон · d1 белая ладья · f1 белая ладья · g1 белый король | c8 чёрная ладья · f8 чёрная ладья · h8 чёрный король · c7 чёрный ферзь · g7 чёрная пешка · h7 чёрная пешка · d6 чёрная пешка · a5 чёрная пешка · e5 чёрная пешка · b4 чёрная пешка · c4 белая пешка · d4 чёрная пешка · e4 белый конь · h4 чёрный слон · b3 белая пешка · d3 белая пешка · h3 чёрный слон · a2 белая пешка · d2 белый ферзь · f2 белая пешка · g2 белая пешка · b1 белый слон · d1 белая ладья · f1 белая ладья · g1 белый король | c8 чёрная ладья · f8 чёрная ладья · h8 чёрный король · c7 чёрный ферзь · g7 чёрная пешка · h7 чёрная пешка · d6 чёрная пешка · a5 чёрная пешка · e5 чёрная пешка · b4 чёрная пешка · c4 белая пешка · d4 чёрная пешка · e4 белый конь · h4 чёрный слон · b3 белая пешка · d3 белая пешка · h3 чёрный слон · a2 белая пешка · d2 белый ферзь · f2 белая пешка · g2 белая пешка · b1 белый слон · d1 белая ладья · f1 белая ладья · g1 белый король | c8 чёрная ладья · f8 чёрная ладья · h8 чёрный король · c7 чёрный ферзь · g7 чёрная пешка · h7 чёрная пешка · d6 чёрная пешка · a5 чёрная пешка · e5 чёрная пешка · b4 чёрная пешка · c4 белая пешка · d4 чёрная пешка · e4 белый конь · h4 чёрный слон · b3 белая пешка · d3 белая пешка · h3 чёрный слон · a2 белая пешка · d2 белый ферзь · f2 белая пешка · g2 белая пешка · b1 белый слон · d1 белая ладья · f1 белая ладья · g1 белый король | 1 |
|   | a | b | c | d | e | f | g | h |   |

1.e4 e5 2.Кf3 Кc6 3.Сb5 a6 4.Сa4 Кf6 5.O-O Сe7 6.d3 d6 7.Кc3 O-O 8.Кe2 b5 9.Сb3 Сg4 10.c3 Кa5 11.Сc2 c5 12.Кg3 Фc7 13.h3 Сd7 14.Лe1 Крh8 15.b3 Кc6 16.Сb2 b4 17.c4 Кg8 18.Крh1 f5 19.exf5 Кh6 20.Фd2 Кxf5 21.Кe4 a5 22.Крg1 Лac8 23.Лad1 Кh4 24.Кxh4 Сxh4 25.Лf1 Кd4 26.Сxd4 cxd4 27.Сb1 Сxh3 (см. диаграмму) 28.gxh3 Лf3 29.Крg2 Лcf8 30.Фe2 Фf7 31.Кg3 Фf4 32.Фe4 Лxf2+ 33.Лxf2 Фxg3+ 0-1